# 微药獐毛
微药獐毛（学名：Aeluropus micrantherus）为禾本科獐毛属下的一个种。